# Dasyhelea palloris
Dasyhelea palloris är en tvåvingeart som beskrevs av Tokunaga och Murachi 1959. Dasyhelea palloris ingår i släktet Dasyhelea och familjen svidknott.
Artens utbredningsområde är Nordmarianerna. Inga underarter finns listade i Catalogue of Life.